# Blackpink
Le Blackpink (블랙핑크?; spesso reso graficamente come BLΛƆKPIИK) sono un girl group K-pop sudcoreano formatosi a Seul nel 2016. Composto dalle cantanti e rapper Jisoo, Jennie, Rosé e Lisa, il gruppo è nato sotto la direzione della YG Entertainment.
Le Blackpink sono il gruppo femminile più seguito ed ascoltato nella storia di Spotify e di YouTube (dove sono le cantanti con più iscritti di sempre).
Sono il gruppo coreano femminile con la più alta posizione nella classifica statunitense Billboard Hot 100, avendo raggiunto la 13ª posizione con il singolo Ice Cream con la partecipazione della cantante statunitense Selena Gomez (2020) e nella Billboard 200, con la 1ª posizione grazie a Born Pink (2022). Sono state il primo gruppo femminile coreano a entrare nella classifica degli artisti emergenti di Billboard e inoltre sono anche la prima band coreana femminile a ricevere una certificazione dalla Recording Industry Association of America con il loro brano Ddu-Du Ddu-Du (2018), il cui video musicale è attualmente il più visto da un gruppo coreano su YouTube, e il primo video musicale di un gruppo K-pop a raggiungere 2 miliardi di visualizzazioni. La loro canzone del 2018 in collaborazione con Dua Lipa, Kiss and Make Up, è stata la prima canzone in assoluto di un gruppo coreano a ricevere una certificazione dalla British Phonographic Industry (BPI) e ad essere certificato platino dall'Australian Recording Industry Association (ARIA). Hanno battuto numerosi record online nel corso della loro carriera: i loro video musicali Kill This Love (2019) e How You Like That (2020) hanno stabilito record per il video musicale più visto entro le prime 24 ore dall'uscita, con quest'ultimo che ne ha superati tre e ha stabilito due Guinness dei primati.
Sono anche il primo gruppo coreano ad avere cinque video musicali con almeno un miliardo di visualizzazioni su YouTube. Gli altri riconoscimenti del gruppo includono il Nuovo artista dell'anno alla 31ª edizione dei Golden Disc Award e alla 26ª edizione dei Seoul Music Award, nonché il riconoscimento come le celebrità più potenti della Corea del Sud da Forbes Korea nel 2019, e come il primo gruppo femminile nella Top 30 Under 30 di Forbes in Asia. Sono anche il primo gruppo femminile K-pop a vincere un MTV Video Music Awards, e a raggiungere 12 miliardi di stream su Spotify.

## Etimologia
Il nome Blackpink rappresenta i due lati di una comune ragazza, quello nero (il lato più sicuro di sé) e rosa (il lato più dolce e carino); simboleggia anche che le 4 ragazze «sono una squadra che comprende non solo la bellezza, ma anche un grande talento». Jisoo ha poi rivelato in una conferenza stampa che hanno quasi debuttato come Pink Punk, Baby Monster e Magnum.

## Storia

### Formazione
Il gruppo ha iniziato a prendere forma quando la YG Entertainment ha tenuto delle audizioni sia all'interno che all'esterno della Corea del Sud, alla ricerca di reclute preadolescenti e adolescenti per creare un nuovo gruppo femminile. Secondo i membri, unirsi all'etichetta era simile all'iscrizione a un'accademia di popstar a tempo pieno, Jennie la definiva "più severa della scuola". I preparativi per il debutto delle Blackpink sono iniziati già nel 2011 quando la YG Entertainment ha rivelato che il nuovo gruppo avrebbe debuttato nella prima metà del 2012 con almeno sette membri. Da allora, ci furono numerose notizie e voci che circondavano il gruppo e sul loro debutto in ritardo, ma non c'erano informazioni ufficiali. È stato solo fino al 18 maggio 2016 che la compagnia ha confermato il gruppo, affermando che i membri sono stati selezionati attraverso anni di rigide competizioni e confermando che il debutto sarebbe stato a luglio. L'etichetta ha successivamente confermato che Jang Hanna e Moon Sua, che sono state presentate al pubblico come potenziali membri del gruppo, non sono state incluse nella formazione di debutto.
Il 1º giugno 2016, Jennie è stata il primo membro ad essere svelato. È entrata a far parte della YG Entertainment come tirocinante nel 2010 dopo essere tornata in Corea del Sud dalla Nuova Zelanda. Nel 2012, è stata presentata per la prima volta al pubblico tramite una foto con la didascalia "Who's That Girl?" attraverso il blog ufficiale della compagnia. Jennie ha continuato a essere promossa con molteplici collaborazioni, come recitare nel video musicale di G-Dragon del 2012 That XX e in Black sempre di G-Dragon e Special di Lee Hi. Lisa è stata rivelata come secondo membro l'8 giugno 2016. Lisa è stata l'unica tra 4 000 candidati a superare l'audizione 2010 della YG Entertainment in Thailandia, diventando la prima tirocinante straniera a unirsi all'etichetta nel 2011. È stata presentata per la prima volta nel 2012 con un video pubblicato sul canale YouTube ufficiale della compagnia intitolato "Who's That Girl???". Prima del debutto è apparsa nel video musicale di Ringa Linga di Taeyang nel 2013, per poi intraprendere il suo primo lavoro di modella nel 2015 per il marchio di abbigliamento Nona9on e per il marchio di cosmetici Moonshot nel 2016.
Il 15 giugno, Jisoo è stata rivelata come terzo membro. È entrata a far parte della compagnia come tirocinante nel luglio 2011. È apparsa in diverse pubblicità e video musicali nei suoi anni precedenti al debutto, tra cui Spoiler + Happy Ending (2014) degli Epik High e in I'm Different (2014) delle Hi Suhyun. Ha anche fatto un piccolo cameo nel drama coreano Producer. Infine Rosé è stata rivelata come quarto e ultimo membro il 22 giugno 2016. Si è classificata prima tra 700 candidati all'audizione 2012 della YG Entertainment in Australia, risultando in un contratto di tirocinio con l'etichetta e un trasferimento a Seul per iniziare la sua carriera. Prima del debutto ha partecipato alla traccia Without You di G-Dragon nel 2012.
Rosè il quarto membro, arrivò prima tra le 700 partecipanti a diventare una trainee.

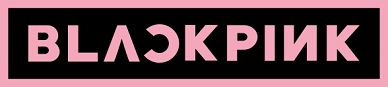
Logo ufficiale delle Blackpink

Il 29 giugno, la YG Entertainment ha confermato che il nuovo gruppo femminile include quattro membri invece del piano originale di avere sette membri, ed è stato svelato il nome Blackpink come nome ufficiale del gruppo. Il 29 luglio, è stata confermata la data ufficiale del debutto, 8 agosto 2016.

### 2016-2017: debutto, popolarità crescente e successo commerciale
Pubblicizzato già dal 2012, il gruppo è stato presentato ufficialmente dalla YG Entertainment il 29 giugno 2016 ed è il primo gruppo femminile a debuttare sotto l'etichetta discografica in sette anni, dopo le 2NE1.
L'8 agosto 2016 è uscito il singolo d'esordio Square One, contenente due tracce, Boombayah e Whistle. Esse hanno raggiunto la 1ª e la 2ª posizione nella classifica World Digital Songs Charts di 
Billboard, rendendole il gruppo più veloce a raggiungere tale posizione, e le terze artiste coreane a mantenere le prime due posizioni dopo Psy e i Big Bang. Whistle ha raggiunto la 1ª posizione in tre classifiche (digitale, download e streaming) della Circle Chart nell'agosto 2016 e il 1º posto nelle classifiche settimanale, di popolarità, dei video musicali e K-pop del sito cinese di streaming QQ Music. La loro prima esibizione ufficiale è stata trasmessa il 14 agosto 2016 da Inkigayo, e sono diventate il gruppo femminile a vincere il premio di un programma musicale nel minor tempo (quattordici giorni dal debutto). Hanno concluso le promozioni di Square One l'11 settembre 2016 con un'altra vittoria ad Inkigayo.

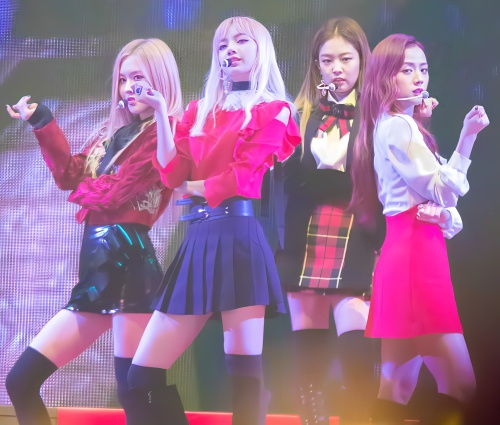
Le Blackpink ai Melon Music Award, novembre 2016.

Il 1º novembre 2016, il gruppo ha pubblicato il secondo singolo Square Two, trainato dai brani Playing with Fire e Stay, che hanno eseguito per la prima volta a Inkigayo il 6 novembre. Playing with Fire è il loro secondo brano a raggiungere la 1ª posizione nella World Digital Songs Charts. L'anno si è concluso con diversi premi come artiste emergenti agli Asia Artist Award, Melon Music Award, Golden Disc Award, Seoul Music Award e Circle Chart Music Award. Inoltre Billboard le ha nominate tra i nuovi migliori gruppi K-pop del 2016.

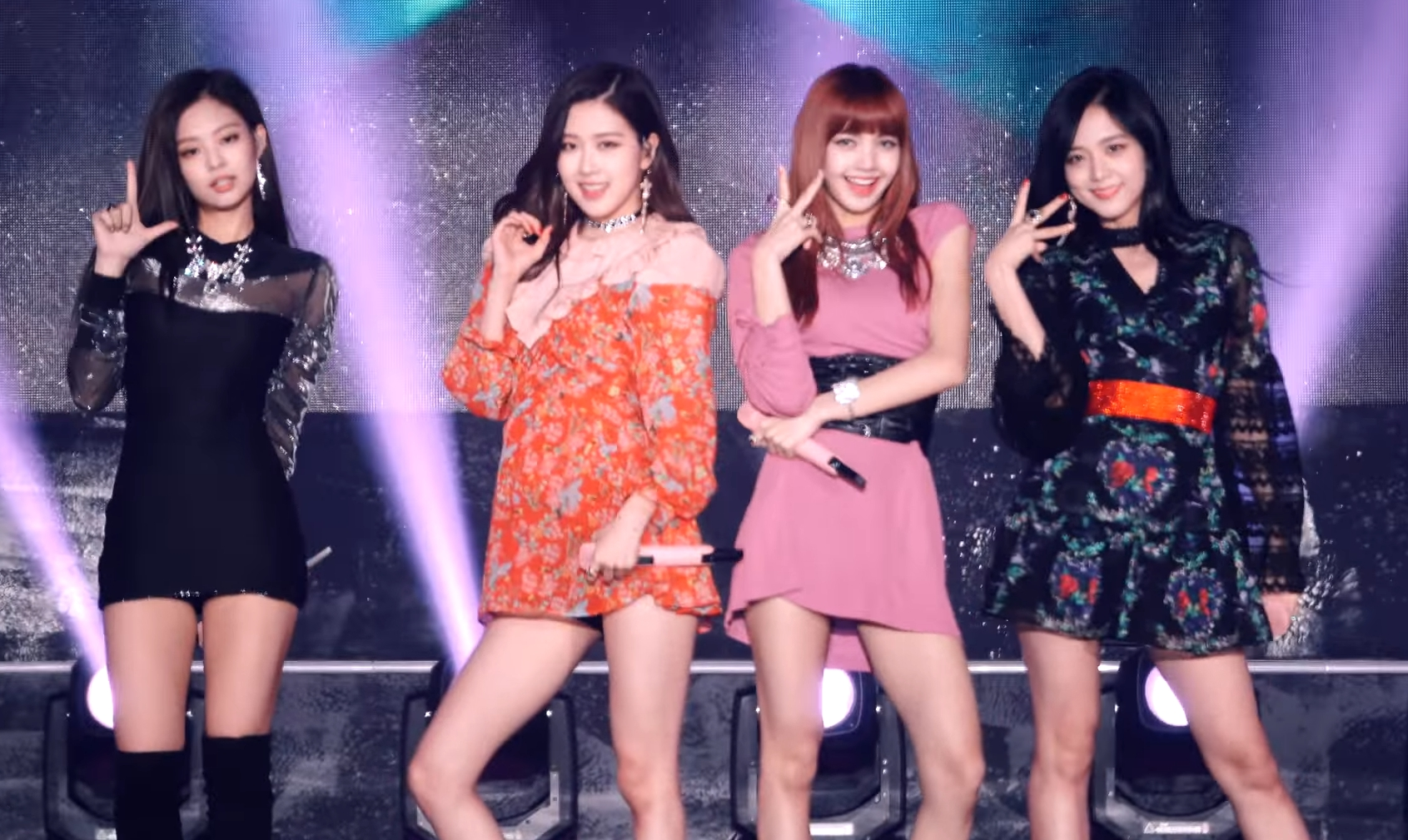
Le Blackpink presentano As If It's Your Last al Korea Music Festival, 1º ottobre 2017.

Il 17 gennaio 2017 è stato svelato il nome del loro fan club, Blink, parola macedonia che unisce Black e Pink.
Il 22 giugno 2017 hanno pubblicato il singolo As If It's Your Last, che ha debuttato al 1º posto nella World Digital Song di Billboard quello stesso giorno. Il 20 luglio, hanno tenuto uno showcase al Nippon Budokan di Tokyo davanti ad oltre 14 000 persone, nonostante più di 200 000 avessero provato ad acquistare i biglietti per il concerto. Il gruppo ha debuttato ufficialmente in Giappone il 30 agosto con la pubblicazione del primo EP giapponese, Blackpink (poi ripubblicato nel 2018 con ulteriori contenuti speciali con il titolo Re:Blackpink).
Intanto As If It's Your Last è stata inserita nella classifica globale di YouTube delle venticinque canzoni dell'estate 2017. Il gruppo si è esibito con As If It's Your Last e una cover remixata di So Hot delle Wonder Girls al Gayo Daejeon 2017. Successivamente, il remix del brano è stato pubblicato online dopo l'esibizione.

### 2018-2019: riconoscimento mondiale,Square Up,Blackpink in Your Area,Kill This Lovee tour mondiale
A gennaio 2018, è stato annunciato che il primo EP del gruppo sarebbe stato ripubblicato con il nome di Re:Blackpink, pubblicato poi il 28 marzo dello stesso anno. La versione digitale include le stesse canzoni della versione originale, mentre la versione fisica include un DVD contenente tutti i video musicali e sei canzoni in lingua coreana, mentre il 6 gennaio 2018 hanno dato il via ad un variety show su YouTube, Blackpink House, 12 episodi sulla vita del gruppo nel nuovo dormitorio.

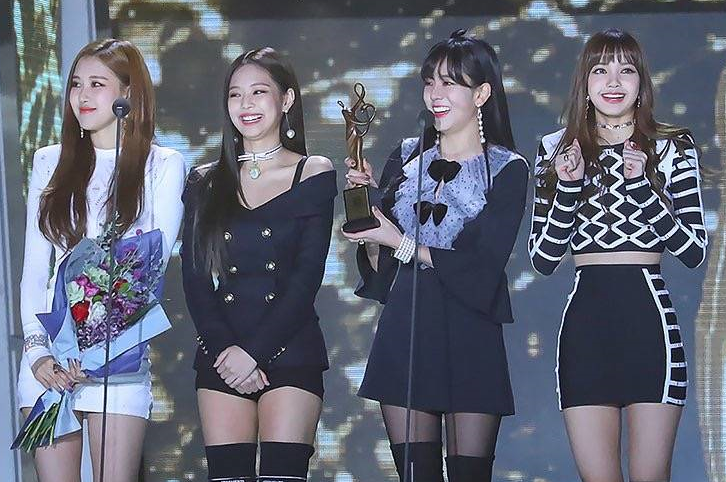
Le Blackpink ai Seoul Music Award nel 2018.

Il 15 giugno 2018 è uscito l'EP Square Up. La canzone Ddu-Du Ddu-Du, brano principale del disco, ha segnato numerosi record nelle classifiche: ha debuttato al 17º posto nella Official Trending Chart nel Regno Unito, rendendole il primo gruppo femminile K-pop a entrare nella classifica dalla sua creazione nel 2016; nella Billboard Hot 100 ha raggiunto il posto più alto di sempre per un gruppo femminile K-pop, arrivando alla 55ª posizione con 12,4 milioni di ascolti e 7 000 download; ha debuttato alla 39ª posizione nella US Streaming Songs, facendo di loro il primo girl group K-pop con un pezzo in classifica; si è posizionata in vetta alla World Digital Songs di Billboard, rendendolo il quarto brano del gruppo a piazzarsi al primo posto della classifica.
Square Up ha portato inoltre al gruppo la sua prima entrata e contemporaneamente la posizione più alta mai raggiunta da un gruppo femminile K-pop nella classifica statunitense Billboard 200: si è piazzata infatti al 40º posto con 14 000 copie vendute, oltre a sormontare la Billboard World Albums. In Corea del Sud, Square Up ha raggiunto il 1º posto nella Circle Chart; Ddu-Du Ddu-Du ha raggiunto il picco in quattro classifiche Gaon durante la sua seconda settimana, mentre il secondo brano del disco, Forever Young, si è posizionato appena sotto la top 5. Su YouTube, il video musicale di Ddu-Du Ddu-Du ha totalizzato 36,2 milioni di visualizzazioni nelle ventiquattr'ore successive al caricamento, diventando il secondo video più visto nelle prime 24 ore di tutti i tempi, ed è stato in seguito inserito al terzo posto nella Top 10 internazionale delle canzoni dell'estate 2018 di YouTube.

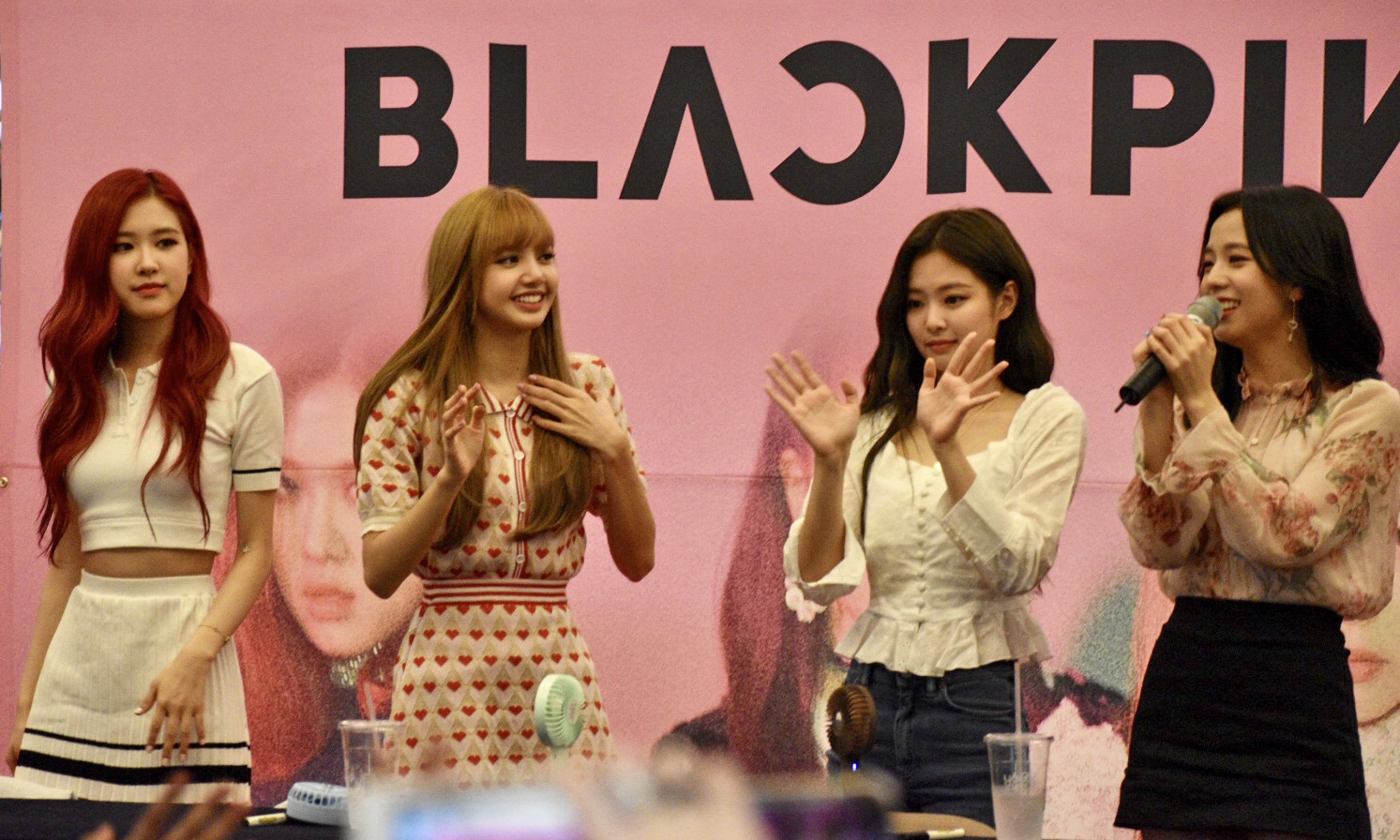
Le Blackpink ad un evento con i fan all'AK Plaza a Bundang, 24 giugno 2018.

Il 24 luglio le Blackpink hanno dato il via al Blackpink Arena Tour, un tour di sei giorni a Osaka, Fukuoka e Chiba, che si è concluso il 24 dicembre con una tappa finale all'Osaka Dome, un concerto a tema natalizio come regalo di Natale ai loro fan.
Il 19 ottobre 2018 è uscito il brano Kiss and Make Up, una collaborazione con la cantante britannica Dua Lipa. Il brano ha debuttato alla 93ª posizione della Billboard Hot 100. Inoltre ha raggiunto anche la 36ª posizione nella UK Singles Chart, segnando la loro seconda canzone nella classifica e la loro prima partecipazione nella Top 40, diventando così il primo gruppo femminile K-pop a raggiungere la Top 40 della classifica. Nello stesso mese, l'AD della YG Entertainment Yang Hyun-suk, ha annunciato che ogni membro delle Blackpink avrebbe avuto progetti da solista, iniziando da Jennie e seguita poi da Rosé. Nello stesso mese, il gruppo ha firmato con l'etichetta discografica statunitense Interscope Records per le loro promozioni al di fuori dall'Asia. A novembre 2018, le Blackpink hanno annunciato ulteriori date del loro tour In Your Area, comprendete tredici date in Asia da gennaio a marzo 2019 e nello stesso mese, Jennie ha debuttato da solista con il singolo Solo. Il 23 novembre 2018 il gruppo ha pubblicato la loro prima raccolta Blackpink in Your Area. Il disco ha debuttato al 9º posto nella classifica degli album giapponesi, vendendo circa 13 000 copie nella prima settimana.

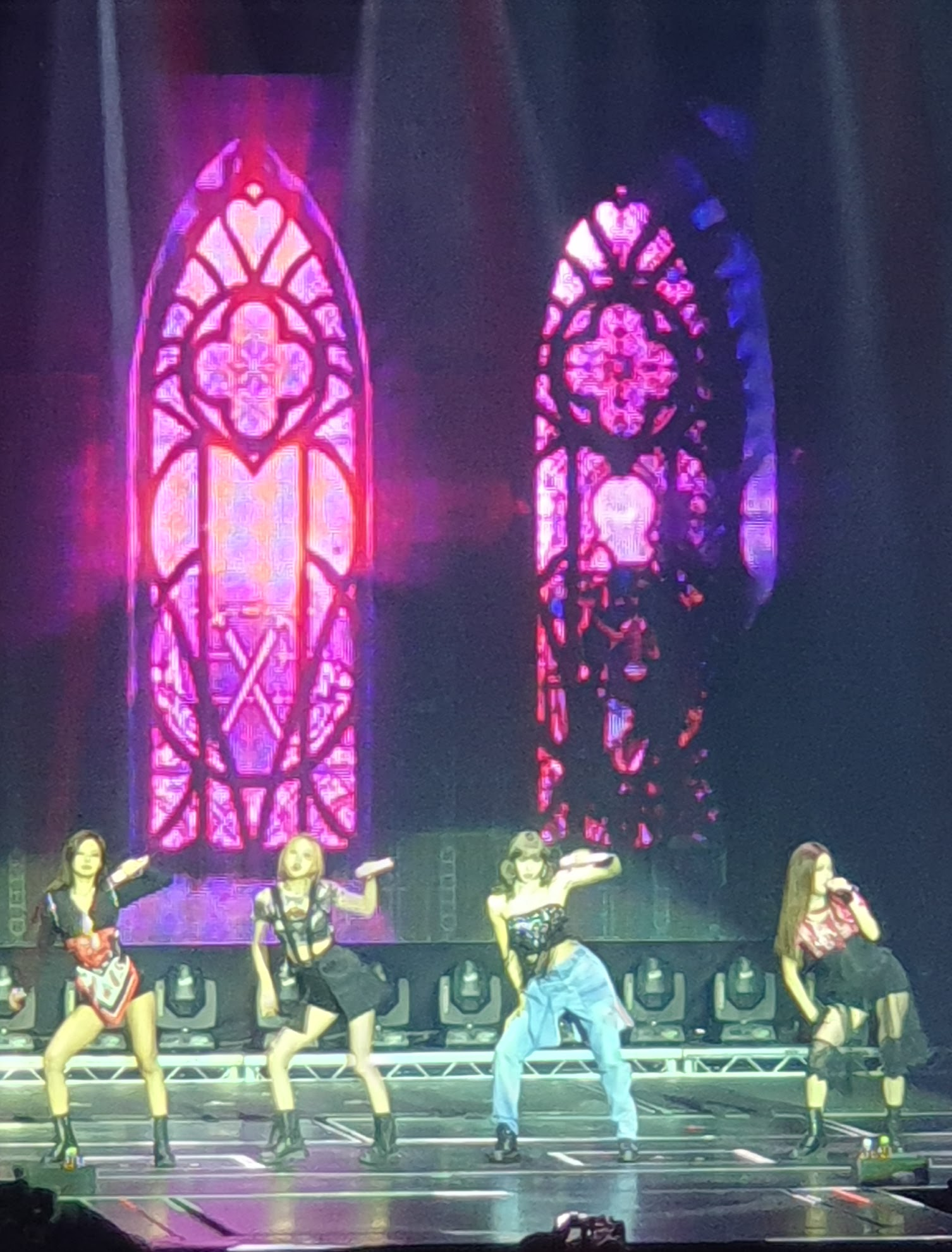
Le Blackpink mentre si esibiscono ad Amsterdam con il loro Blackpink World Tour in Your Area, 18 maggio 2019.

Il gruppo ha debuttato negli Stati Uniti il 9 febbraio 2019 al Grammy Artist Showcase del 2019 della Universal Music Group, un evento solo su invito. Si è tenuto nel centro di Los Angeles. Il gruppo è apparso in diversi spettacoli televisivi statunitensi nel febbraio 2019, il The Late Show with Stephen Colbert l'11 febbraio, Good Morning America il 12 febbraio e Strahan e Sara il 15 febbraio.
Il 4 aprile è uscito il singolo Kill This Love come primo estratto dall'EP omonimo pubblicato il giorno seguente. Più tardi, il gruppo si è esibito al Coachella il 12 e 19 aprile 2019, partecipazione che le ha rese il primo gruppo K-pop femminile ad esibirsi al festival. Il disco ha debuttato alla 24ª posizione della Billboard 200, mentre il singolo ha raggiunto la 41ª posizione nella Billboard Hot 100. La canzone si è classificata alla 66ª posizione delle 100 migliori canzoni del 2019. Il brano Forever Young, pubblicato nel 2018, ha superato 2,5 milioni di download a dicembre 2019, diventando la quinta canzone del gruppo in assoluto, e la seconda a ottenere una certificazione platino per i download dalla Korea Music Content Association (KMCA).
Il 16 ottobre 2019 è stato pubblicato sul mercato giapponese una versione giapponese del loro EP Kill This Love. Il gruppo quindi è andato in Giappone per una serie di attività promozionali, tra cui le apparizioni in programmi televisivi di musica tra cui Music Station e Love Music.

### 2020-2021:The AlbumeThe Show
Dopo un anno di inattività musicale, il 28 maggio 2020 è stato pubblicato Sour Candy, singolo promozionale di Chromatica, sesto album in studio della cantante statunitense Lady Gaga. Nella Billboard Hot 100, la canzone ha debuttato alla 33ª posizione. In Australia la canzone ha debuttato all'8ª posizione diventando la prima posizione più alta delle Blackpink nel Paese.
Il primo singolo, How You Like That, che anticipa il secondo album in studio The Album, è stato pubblicato il 26 giugno 2020 e ha fatto il suo ingresso alla 12ª posizione della Gaon Chart per poi raggiungere la 1ª posizione nella sua seconda settimana. Il 13 giugno, la YG Entertainment ha pubblicato su YouTube un prologo del primo reality show del gruppo, 24/365 with Blackpink. Il reality documenta il loro ritorno insieme alla condivisione della loro vita quotidiana attraverso dei vlog. L'11 agosto seguente è stata annunciata una collaborazione con la cantante statunitense Selena Gomez, la cui uscita è avvenuta per il 28 dello stesso mese; il brano in questione, Ice Cream, è stato estratto come secondo singolo di The Album. Il 30 agosto 2020, sono diventate il primo gruppo femminile K-pop a vincere agli MTV Video Music Award, vincendo il premio Canzone dell'estate per How You Like That.

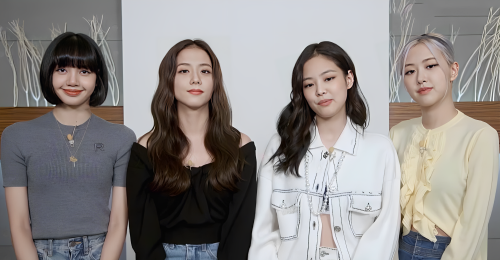
Le Blackpink promuovono PUBG Mobile nel 2020

Infine, The Album è stato pubblicato il 2 ottobre insieme a Lovesick Girls come terzo singolo estratto. Il disco ha avuto un buon successo commerciale debuttando alla 2ª posizione sia della Billboard 200 che della UK Albums Chart, facendo delle Blackpink il primo gruppo femminile coreano ad avere le posizioni più alte nelle classifiche sopracitate. L'album ha anche stabilito un record di vendite nella prima settimana per un gruppo femminile coreano, raggiungendo circa 590 000 copie vendute in un solo giorno dopo la data di pubblicazione dell'album fisico. Sono diventate il primo gruppo femminile K-pop in assoluto vendendo circa 1,2 milioni di copie con The Album in meno di un mese dopo la sua pubblicazione. Il 14 ottobre 2020 è uscito il documentario del gruppo, Blackpink: Light Up the Sky su Netflix. Il documentario include i filmati dei loro giorni di formazione, guarda alle loro vite fuori dai riflettori e interviste con i membri. Successivamente, il gruppo è apparso al Good Morning America e da Jimmy Kimmel Live! il 21 ottobre tramite videoconferenza per promuovere Lovesick Girls negli Stati Uniti. Il successo ottenuto da The Album e dal documentario ha portato le Blackpink in cima alla Pop Star Power Ranking di Bloomberg per il mese di ottobre pubblicato il 10 novembre; le Blackpink sono le prime artiste coreane in cima alla classifica sin dal suo inizio ad aprile.
Il 2 dicembre, le Blackpink hanno annunciato la loro collaborazione con YouTube Music per il loro primo concerto in live streaming. L'evento dal vivo, soprannominato The Show, era inizialmente previsto per il 27 dicembre 2020, ma a causa dei nuovi regolamenti sulla pandemia di COVID-19 introdotti in Corea del Sud, è stato riprogrammato al 31 gennaio 2021. Il concerto ha visto le Blackpink esibirsi con canzoni di The Album, così come Rosé che si è esibita con Gone dal suo primo singolo da solista R pubblicato il 12 marzo. Successivamente è stato rivelato che più di 280 000 persone hanno acquistato l'abbonamento per accedere allo spettacolo. Il 1º giugno successivo è stato pubblicato l'album dal vivo del concerto, Blackpink 2021 'The Show' Live.
Il 2 giugno 2021, la Universal Music Japan ha annunciato che il gruppo avrebbe pubblicato una versione in lingua giapponese di The Album il 3 agosto 2021. L'uscita include le versioni giapponesi per quattro delle otto tracce: How You Like That, Pretty Savage, Lovesick Girls e You Never Know ed è uscito in 12 diverse edizioni fisiche.
Il 15 giugno 2021, l'etichetta del gruppo ha annunciato l'inizio di un nuovo progetto, soprannominato 4 + 1, per celebrare il quinto anniversario del debutto del gruppo. Il 21 giugno successivo è stata annunciata la futura uscita nelle sale: Blackpink: The Movie, un nuovo film documentario con materiale inedito, interviste ed esibizioni dal vivo. Nell'agosto dello stesso anno è stato confermato che il contenuto del progetto comprende, insieme al lancio del film, un album fotografico esclusivo, l'incorporazione del gruppo alla piattaforma Weverse, un DVD chiamato 2021 Blackpink Summer Diary [in Everland] e un negozio a Seul chiamato Blackpink Pop-Up, dove sono state esposte le realizzazioni del gruppo, tra le altre attività, da visitare sia fisicamente che virtualmente.

### 2022-2023:Born Pink
Il 6 luglio 2022, la YG Entertainment ha annunciato che le Blackpink erano nelle fasi finali di registrazione di un nuovo album, con l'intenzione di registrare un video musicale a metà luglio e di pubblicare una nuova canzone ad agosto. Ha inoltre confermato che il gruppo avrebbe intrapreso il suo secondo tour mondiale alla fine dell'anno. Il 12 luglio 2022, la YG Entertainment ha rivelato che il quartetto avrebbe tenuto un concerto virtuale in-game su PUBG denominato The Virtual dal 22 al 30 luglio, esibendosi con tutte le loro canzoni di successo inclusa la traccia inedita intitolata Ready for Love. Il pezzo è stato poi pubblicato per intero con un video musicale animato il 29 luglio.

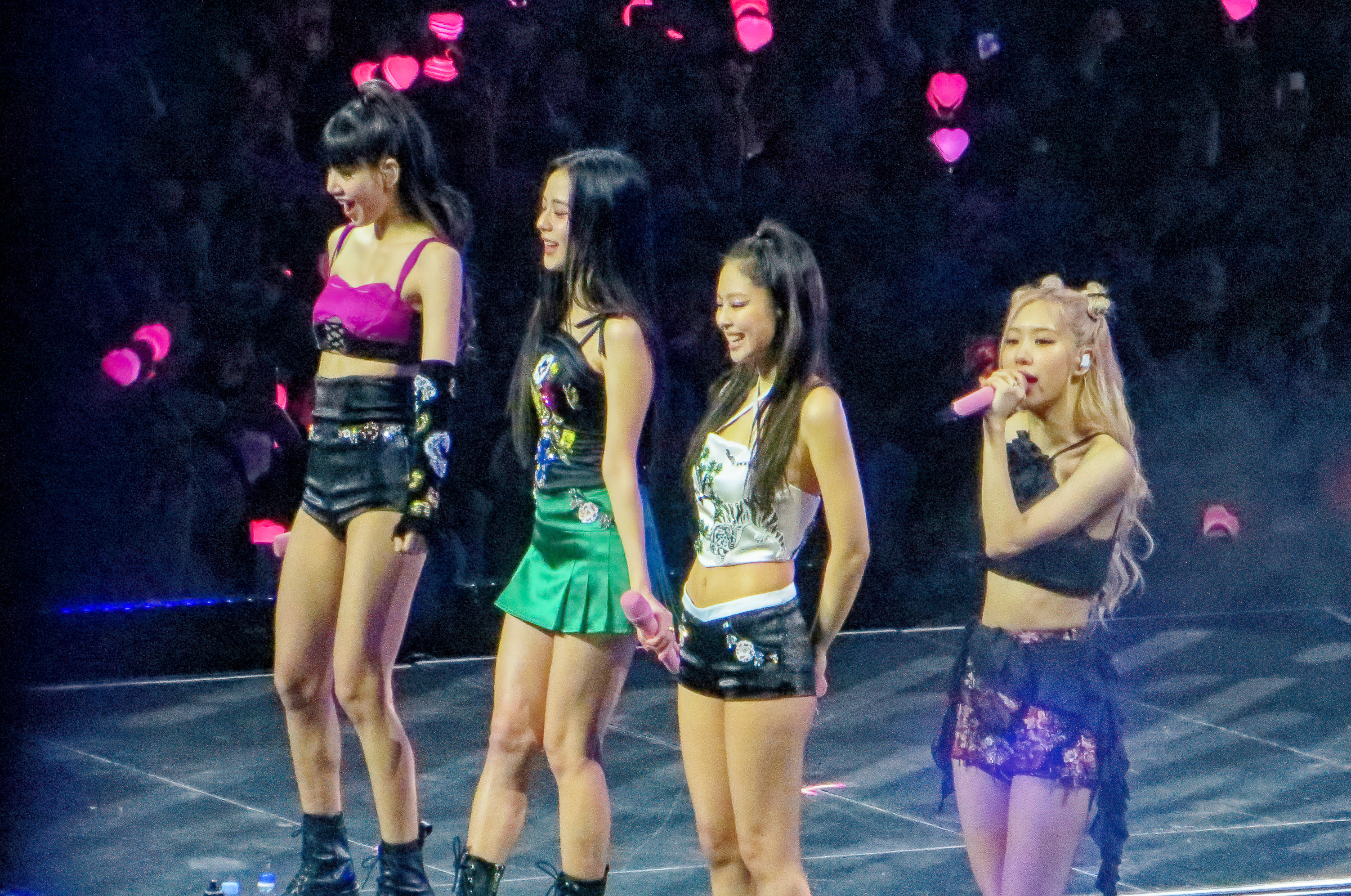
Le Blackpink a Londra durante il Born Pink World Tour nel dicembre 2022

Il 31 luglio è stato annunciato che le Blackpink avrebbero pubblicato un nuovo singolo, Pink Venom, il 19 agosto, prima del loro secondo album a settembre seguito dal tour mondiale, iniziato a Seul il 15 ottobre e previsto per fine giugno 2023. Al momento della pubblicazione, la canzone è salita in cima alla Billboard Global 200 per due settimane e al vertice della Spotify Global Chart, diventando il primo gruppo femminile nella storia a fare ciò. Ha raggiunto la seconda posizione in madrepatria e ha debuttato alla 22ª posizione della Billboard Hot 100, ed è diventata la prima canzone di un gruppo K-pop a raggiungere la vetta della ARIA Charts. Il 28 agosto, le Blackpink hanno esibito Pink Venom alla 39ª edizione degli MTV Video Music Awards, diventando così il primo gruppo K-pop femminile nella storia ad esibirsi allo spettacolo, vincendo anche il premio Miglior esibizione nel metaverso per The Virtual.
Il 16 settembre 2022 è uscito il loro secondo album in studio, Born Pink, insieme al singolo Shut Down, che ha raggiunto la vetta della Billboard Global 200 e la 24ª posizione nella Billboard Hot 100. Il disco ha debuttato al vertice della Circle Album Chart con 2 141 281 copie vendute in meno di due giorni di tracciamento ed è diventato il primo album di un gruppo femminile K-pop a vendere oltre due milioni di copie. Negli Stati Uniti, il disco ha debuttato al numero uno della Billboard 200, diventando il primo album di un gruppo femminile coreano a raggiungere la vetta della classifica e il primo album di un gruppo femminile a farlo dai tempi di Welcome to the Dollhouse delle Danity Kane nel 2008. Nel Regno Unito, Born Pink è diventato anche il primo album di un gruppo femminile K-pop a raggiungere il vertice nella classifica degli album del Paese. Ha segnato la prima volta che un gruppo femminile ha raggiunto contemporaneamente la vetta delle classifiche degli album negli Stati Uniti e nel Regno Unito dalle Destiny's Child con Survivor nel 2001. Secondo l'IFPI, l'album è stato l'ottavo più venduto al mondo in tutti i formati nel 2022. A dicembre, il gruppo è stato nominato intrattenitore dell'anno dalla rivista Time.

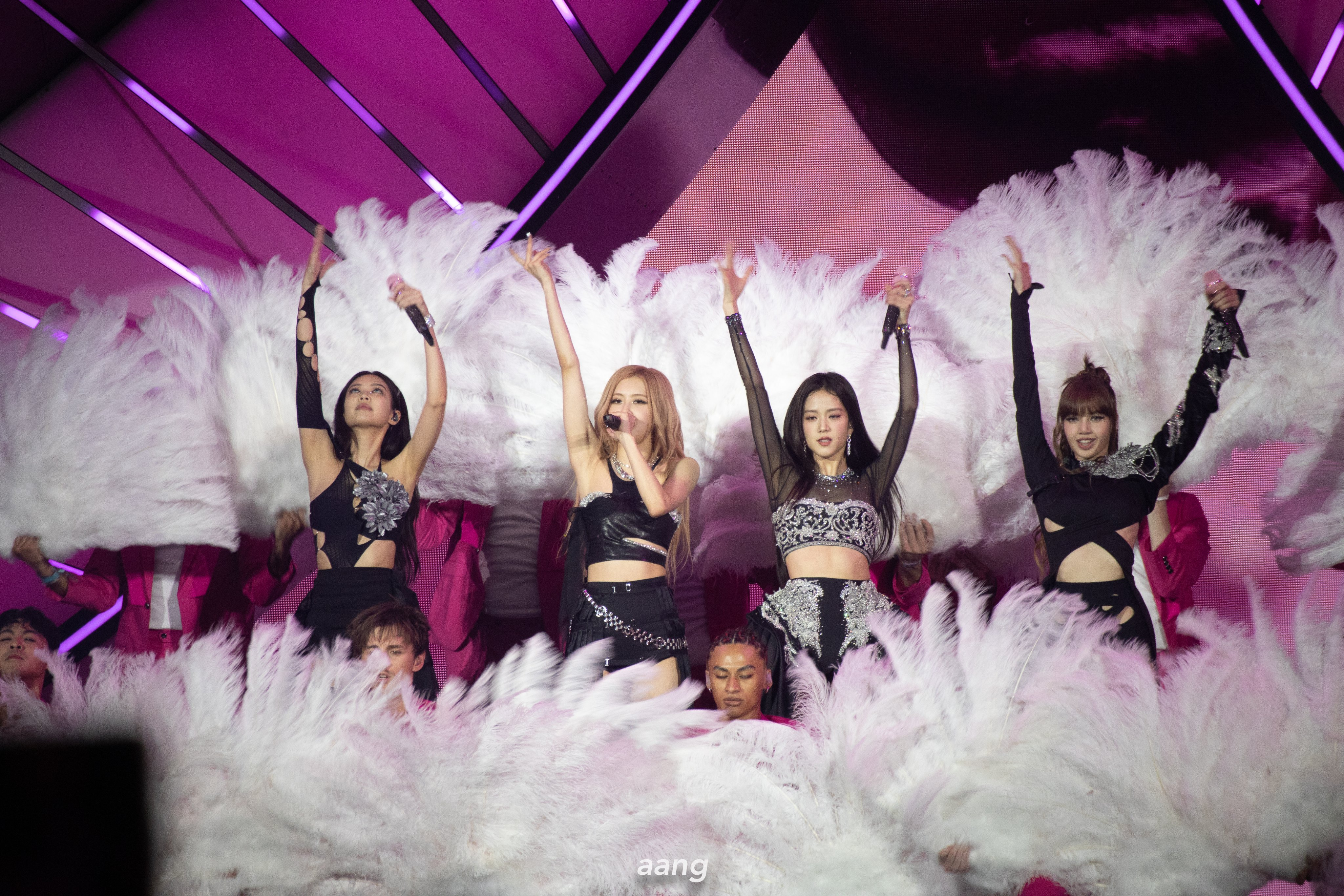
Le Blackpink durante la loro esibizione al Festival di Coachella nel 2023

Dopo l'uscita dell'album, le Blackpink hanno intrapreso il Born Pink World Tour, iniziato a Seul il 15 ottobre 2022 e seguito dalle tappe nordamericane ed europee fino a dicembre. Il tour conteneva le prime esibizioni dal vivo di diverse canzoni di Born Pink e delle uscite soliste dei membri, costituite dagli album singoli R di Rosé, Lalisa di Lisa, Me di Jisoo e il singolo You & Me di Jennie. Il 2 dicembre le Blackpink hanno pubblicato su YouTube il reality show Born Pink Memories, che documenta il dietro le quinte di tutta l'era Born Pink, dai preparativi per il comeback ai tour. Il 21 ottobre, è stato annunciato che le Blackpink sarebbero state le headliner del BST Hyde Park a Londra il 2 luglio 2023, rendendole il primo gruppo K-pop a essere headliner di un importante festival del Regno Unito. Il 10 gennaio 2023, è stato annunciato che sarebbero state le headliner del Coachella, esibendosi il 15 e 22 aprile 2023, rendendole il primo gruppo K-pop e il primo gruppo femminile nei panni di headliner nella storia del festival. Il 28 gennaio, le Blackpink hanno eseguito Pink Venom e Shut Down con i musicisti Gautier Capuçon e Daniel Lozakovich all'evento di beneficenza Le Gala des Pièces Jaunes organizzato dalla First Lady di Francia, Brigitte Macron, a Parigi.
Il 18 maggio, il gruppo ha annunciato un singolo intitolato The Girls che è stato pubblicato come parte della colonna sonora del loro gioco per cellulare, Blackpink: The Game. È stato pubblicato insieme a una versione fisica, che ha debuttato al primo posto della Circle Album Chart con 160.460 copie vendute nella prima settimana, diventando il quinto album numero uno del gruppo. Agli MTV Video Music Awards 2023, le Blackpink sono state premiate come miglior coreografia per “Pink Venom” e come gruppo dell'anno, diventando il secondo gruppo femminile dopo le TLC nel 1999 a ricevere quest'ultimo riconoscimento. Il Born Pink World Tour si è concluso il 17 settembre con due concerti finali a Seul; alla fine del suo percorso, ha attirato 1,8 milioni di spettatori in totale, diventando il tour di concerti più frequentato da un gruppo femminile coreano. Con un incasso mondiale di 330 milioni di dollari, ha battuto il record detenuto dallo Spice World - 2019 Tour delle Spice Girls, diventando il tour di concerti di maggior incasso di tutti i tempi di un gruppo femminile. Il Born Pink World Tour è diventato anche il tour di un gruppo asiatico che ha incassato di più nella storia.

### 2023-oggi: rinnovo del contratto e terzo tour mondiale
Con i contratti delle Blackpink con la YG Entertainment in scadenza nell'agosto del 2023, la casa discografica ha rilasciato una dichiarazione ai media sudcoreani nel mese di luglio, confermando che i rinnovi dei contratti erano attualmente in discussione, e successivamente ha confermato con un'altra dichiarazione nel mese di novembre che stavano "ancora negoziando con gli artisti per quanto riguarda i loro contratti esclusivi". Il 15 novembre 2023 Billboard ha annunciato Blackpink: A VR Encore, una versione del gruppo realizzata in realtà virtuale in collaborazione con Meta. Prodotto dai Diamond Bros, il concerto di 70 minuti è stato presentato in anteprima in VR sul videogioco Meta Horizon Worlds. Il 5 dicembre 2023, la YG Entertainment ha confermato che tutti e quattro i membri delle Blackpink hanno rinnovato i loro contratti per le attività di gruppo e ha promesso un nuovo album e un tour mondiale a venire.
Un film concerto per celebrare l'ottavo anniversario del debutto del gruppo, intitolato Blackpink World Tour [Born Pink] in Cinemas, è stato distribuito nelle sale cinematografiche di 110 paesi in tutto il mondo a partire dal 31 luglio 2024; esso comprende le loro esibizioni al Gocheok Dome di Seul insieme a filmati delle altre città del tour. Il 9 agosto le Blackpink hanno organizzato un "pink carpet" per il film a Times Square nel distretto di Yeongdeungpo a Seul. Inoltre, l'8 agosto, data del loro ottavo anniversario, hanno organizzato un evento per i fan a Seul, al quale 88 fan sono stati invitati tramite un'estrazione fortunata su Weverse. Il fondatore della YG Entertainment, Yang Hyun-suk, ha in seguito confermato il ritorno delle Blackpink nel 2025 e il loro tour mondiale in un video pubblicato nel luglio 2024, in cui vengono illustrati i prossimi piani della casa discografica.
Le Blackpink hanno pubblicato il primo video teaser del loro prossimo tour il 5 febbraio 2025. Il 19 febbraio, il gruppo ha annunciato le date del tour mondiale, che avrebbe preso il via il 5 luglio al Goyang Stadium di Goyang dirigendosi poi verso gli stadi del Nord America e dell'Europa, tra cui il Wembley Stadium di Londra, diventando così il primo girl group K-pop a esibirsi in questo stadio. Il 16 maggio 2025 viene ufficialmente rivelato il nome della tournée, Deadline World Tour. Il 23 giugno, la YG Entertainment ha annunciato che le Blackpink avrebbero presentato in anteprima il loro singolo di ritorno durante la prima tappa del tour a Goyang. Il 5 luglio, come previsto, viene rivelato il nuovo brano, intitolato Jump, pubblicato ufficialmente su tutte le piattaforme l'11 luglio grazie a una nuova partnership di distribuzione con The Orchard, che ha sostituito il precedente distributore del gruppo Interscope.

## Stile

### Musica e testi
Lo stile musicale delle Blackpink si basa prevalentemente su EDM e pop, con influssi hip-hop e trap. Nella loro discografia utilizzano anche una varietà di stili musicali, come R&B, musica araba, ballate, disco e rock. Time ha definito la loro musica come una fusione di "rap audace, canto potente e stile chic"; un elemento distintivo delle loro canzoni è l'uso frequente di bass drop, in particolare prima del ritornello, che è considerato dagli esperti di musica un aspetto caratteristico del loro sound. Il Korea Herald ha associato il soundscape delle Blackpink a "intro grandiosi, bassi martellanti e ritornelli trap-EDM".
I temi trattati nei testi del gruppo riguardano spesso argomenti quali l'indipendenza, l'emancipazione femminile, le conseguenze delle rotture sentimentali, la gestione delle relazioni tossiche e le sfumature dell'amore. Jisoo ha spiegato in un'intervista per Rolling Stone che i membri sono "coinvolti fin dall'inizio" nel loro processo creativo, dalla "costruzione dei blocchi all'aggiunta di questo o quel sentimento" e allo "scambio di feedback". Riguardo al loro lavoro, Billboard ha affermato che le Blackpink "hanno riscritto la definizione di K-pop e la loro bellezza, è per loro e per nessun altro".

### Influenze
All'inizio della loro carriera, le Blackpink hanno dichiarato di voler emulare le loro colleghe della stessa etichetta discografica, le 2NE1, e di voler "mostrare il [loro] colore unico". Durante un episodio di Carpool Karaoke nel 2023, i membri del gruppo hanno raccontato di come abbiano tratto ispirazione dalle TLC e dalle Spice Girls, crescendo ascoltando la loro musica. Jennie ha commentato che il gruppo ammirava le voci, il rap e lo stile hip-hop delle TLC, così come i caratteri distintivi delle Spice Girls, dicendo: "Era qualcosa a cui aspiravamo ed era un gruppo femminile così iconico nella storia che siamo cresciute ascoltando".
Mentre lavoravano con Lady Gaga per la realizzazione di Sour Candy nel 2020, i membri del gruppo hanno dichiarato di considerarla una grande influenza musicale; Jennie ha ricordato quanto avesse ammirato la creatività e lo stile di Telephone quando aveva visto il video musicale per la prima volta. Altri artisti che il gruppo ha citato come influenze includono Ariana Grande, Cardi B e Selena Gomez.

## Influenza culturale
Sin dal loro debutto, le Blackpink sono emerse come una figura di spicco nel K-pop e sono state descritte come «il più grande gruppo femminile del mondo», «la più grande band femminile K-pop del pianeta», e «K-pop Queens». Insider ha scritto che «hanno fatto irruzione sulla scena K-pop con una serie di singoli che li hanno avviati sulla strada per diventare gli ambasciatori del concetto di girl crush», incapsulando "fiducia, sensualità e sicurezza ispiratrice nel panorama K-pop." Hanno guadagnato un'immensa popolarità in Corea del Sud e Forbes Korea Power Celebrity le ha nominate come le celebrità più potenti della Corea del Sud nel 2019 e le terze celebrità più potenti nel 2020. Diversi media internazionali come Forbes, Billboard e The Hollywood Reporter, hanno riconosciuto la popolarità del gruppo e il loro contributo alla diffusione dell'onda coreana nel mondo. Il gruppo è stato citato da Rolling Stone come l'unica eccezione allo stereotipo secondo cui la maggior parte dei gruppi K-pop che hanno raggiunto un successo su larga scala negli Stati Uniti sono gruppi maschili.
Il gruppo è stato anche accreditato come uno dei due gruppi che guidano la crescita dell'industria musicale coreana dalla International Federation of the Phonographic Industry (IFPI). Le Blackpink sono state il primo gruppo femminile ad essere incluso nella 30 Under 30 Asia di Forbes e sono state anche incluse nella lista del 2019 Time 100 Next di stelle nascenti che stanno plasmando il futuro di vari campi in tutto il mondo, accreditati di «annunciare una nuova era di artisti coreani che superano le barriere linguistiche per suonare su palcoscenici globali» quando sono diventate il primo gruppo femminile K-pop a suonare al Coachella. La rivista People ha incluso le Blackpink nella lista delle donne che hanno cambiato l'industria musicale. Il gruppo è diventato il terzo gruppo femminile nella storia a
posare per la rivista Rolling Stone, dietro le Spice Girls e Destiny's Child, coprendo il numero di giugno 2022.
Le Blackpink hanno accumulato un ampio seguito sui social media e sulle piattaforme di streaming. Sono diventate il gruppo musicale con più iscritti su YouTube nel settembre 2019, l'artista femminile con più iscritti su YouTube nel luglio 2020, e dal 6 aprile 2022, sono il gruppo musicale con più iscritti, con oltre 73 milioni di abbonati. Il gruppo è diventato l'artista musicale con più iscritti il 10 settembre 2021, superando il cantante canadese Justin Bieber con 65,1 milioni di iscritti. I membri delle Blackpink sono anche le celebrità più seguite in Corea del Sud su Instagram, con la prima, la seconda, la terza e la quarta più seguite rispettivamente di Lisa, Jennie, Jisoo e Rosé. Sono diventate il gruppo femminile più seguito su Spotify nel novembre 2019; ad aprile 2022 hanno accumulato oltre 29 milioni di follower.
L'11 gennaio 2021, nel suo discorso di Capodanno, il Presidente della Corea del Sud, Moon Jae-in, ha riconosciuto le Blackpink come uno dei rappresentanti del Paese nel mondo, indicandole come «orgoglio coreano» mentre esaltano il Paese con il loro lavoro, assicurando che siano «la speranza per molte persone in tutto il mondo».

### Moda
L'influenza delle Blackpink oltre la musica, specialmente in Corea del Sud, si estende alla moda. Ogni componente è stata ambasciatrice di diversi marchi di lusso: Jisoo per Dior, Jennie per Chanel, Rosé per Saint Laurent come ambasciatrice globale e Lisa per Bulgari e Céline anche lei come ambasciatrice globale. Inoltre sono state accreditate per aver attirato l'attenzione sul costume tradizionale della Corea del Sud l'hanbok con le loro eleganti e moderne reinterpretazioni del costume nel video musicale di How You Like That. L'immagine delle Blackpink enfatizzava la moda e l'individualità, sia dentro che fuori dal palco. «La moda sicuramente ci dà potere tanto quanto la musica», ha detto Jennie in un'intervista per Elle. La musica e la moda «non possono essere separate», ha aggiunto Rosé. Mentre dimostrano l'uniformità tipica degli abiti, le Blackpink si distinguono da altri gruppi K-pop con l'abito di ogni membro che ha un tocco del proprio stile personale.

## Immagine pubblica
Le Blackpink hanno stipulato numerosi accordi di sponsorizzazione con vari settori nel corso della loro carriera. Appena sette mesi dopo il loro debutto, il gruppo ha firmato come volto ufficiale di LG Group per promuovere il loro nuovo dispositivo LG G6. Nel maggio 2017, i membri sono diventati il nuovo volto della bevanda Trevi dell'azienda Lotte Chilsung Beverage. Nello stesso mese, le Blackpink sono diventate ambasciatrici onorarie per la società di servizi doganali Incheon Main Customs, dove striscioni e video delle loro immagini hanno accolto i viaggiatori stranieri all'Aeroporto Internazionale di Seul-Incheon. Nell'aprile 2018, Blackpink ha iniziato a promuovere la bevanda Sprite.
Nel novembre 2018, le Blackpink sono diventate le prime ambasciatrici regionale del marchio per la piattaforma di e-commerce a Singapore, Shopee, nell'ambito della sua partnership con YG Group nel sud-est asiatico e a Taiwan. All'inizio del 2019, il gruppo è diventato il volto di Woori Bank.
Nel gennaio 2019 sono diventati ambasciatori globali per Kia Motors, che è stato anche sponsor principale della tournée del gruppo Blackpink World Tour in Your Area. Sempre nel 2019, le Blackpink sono state il volto ufficiale di Samsung per tutta l'Asia, lavorando in collaborazione con l'azienda su molteplici campagne promozionali per i suoi prodotti elettronici, come la promozione del Samsung Galaxy A con la campagna globale #danceAwesome. Ad agosto dello stesso anno, Samsung ha lanciato un'edizione speciale delle Blackpink per il sud-est asiatico, con un set promozionale comprendente i dispositivi Samsung Galaxy A80, Samsung Galaxy Watch e le Galaxy Buds. Il gruppo ha presentato anche lo smartphone Samsung Galaxy S10 insieme alle cuffie nel video di Kill This Love. La banca thailandese KBank ha iniziato la sua partnership con Blackpink nel novembre 2019.
In America del Nord, hanno stretto una partnership con la società di giocattoli Jazwares per creare una collezione di bambole con abiti tratti dai loro video musicali e altre linee di giocattoli collezionabili. Nel giugno 2020, hanno collaborato con Zepeto, un servizio di avatar 3D sudcoreano gestito da Naver Z, per offrire ai fan i personaggi che corrispondono a ciascun membro e consentire ai fan di vedere i personaggi cantare e ballare, oltre a scattare foto insieme sull'app. L'evento virtuale dei fan del gruppo sull'app ha guadagnato una popolarità esplosiva tra i fan di tutto il mondo superando i 30 milioni di partecipanti all'11 settembre 2020 e il numero di nuovi utenti è aumentato di 300 000 dopo la pubblicazione del video coreografico di Ice Cream.
Nel settembre 2020, le Blackpink sono diventate il volto ufficiale della Pepsi per la regione Asia-Pacifico, tra cui la Grande Cina, le Filippine, la Thailandia e il Vietnam. Nel dicembre dello stesso anno, il gruppo è diventato l'ultimo ambasciatore del marchio per le telecomunicazioni filippine, Globe Telecom. Ad ottobre, Il gruppo ha anche collaborato con il popolare gioco battle royale PUBG Mobile per rilasciare contenuti ed eventi collaborativi all'interno del gioco.
Nel maggio 2021 è stato annunciato che la multinazionale di ciambelle Krispy Kreme avrebbe lanciato la serie intitolata Love Sweet, composta da un'edizione limitata di ciambelle nere e rosa ispirate alle Blackpink, in una campagna associata alla bevanda Pepsi.
Il 19 luglio 2021 è stata annunciata l'alleanza strategica tra Blackpink e l'istituto finanziario sudcoreano BC Card, con il lancio di carte di credito con le immagini dei membri del gruppo, diventando così la prima collaborazione tra una società di carte di credito e celebrità del K-pop. La carta di credito offre vantaggi ai fan come sconti sugli acquisti di album, abbonamenti a servizi di streaming, prenotazioni di biglietti per concerti, servizi di shopping e lifestyle, bellezza, trasporto pubblico e consegna a domicilio. "Abbiamo scelto le Blackpink perché tutti i membri sono ambasciatori di marchi di lusso e icone della moda. Influenzano le generazioni più giovani non solo nel consumo legato alla cultura K-pop, ma anche nella moda", ha affermato un funzionario della BC Card.
Nell'ottobre 2021, i membri del gruppo sono stati i protagonisti della nuova campagna Adidas chiamata "Open Forum", sul lancio di una nuova versione delle classiche sneakers con nuovi colori, stili e dimensioni, che includevano pubblicità audiovisiva, spot televisivi e grafiche in giro il mondo.
Nel luglio 2025, hanno collaborato con la squadra di calcio francese Paris Saint-Germain per lanciare una collezione in edizione limitata con capi di abbigliamento co-brandizzati, uscita prima dei concerti del gruppo a Parigi durante il loro Deadline World Tour.

## Filantropia
Nel dicembre 2018, le Blackpink hanno donato il premio in denaro degli Elle Style Award del 2018 dal valore di 20 milioni di won a famiglie di basso reddito in Corea del Sud. Nell'aprile 2019, hanno donato 40 milioni di won alla Hope Bridge Association of the National Disaster Relief per le vittime dell'incendio di Goseong in Corea del Sud.
Nell'aprile 2020, sono state messe in commercio mascherine per il viso tramite la società di merchandising affiliata alla Universal Music Group, Bravado; tutti i proventi sono andati a beneficio dell'iniziativa MusiCares della Recording Academy, che ha lanciato un fondo di soccorso in risposta alla pandemia di COVID-19 e al suo impatto sull'industria musicale. A dicembre 2020, il gruppo ha annunciato la sua partnership con l'Ambasciata britannica di Seul per sensibilizzare il tema del cambiamento climatico, in vista della conferenza delle Nazioni Unite sui cambiamenti climatici del 2021 e il 25 febbraio 2021 sono state nominate sostenitrici ufficiali della COP26 a Seul, dove hanno ricevuto una lettera di apprezzamento personale scritta dal Primo ministro del Regno Unito, Boris Johnson, per il loro lavoro per la diffusione della consapevolezza del cambiamento climatico.
L'8 luglio 2021, a seguito dell'annuncio della collaborazione tra le Blackpink e la società Starbucks in Thailandia per il lancio di prodotti e merchandising esclusivi, è stato comunicato che parte del ricavato sarebbe andato a sostegno e riconoscimento della dedizione e dell'impegno del personale medico colpito nella lotta contro la pandemia di COVID-19 in Thailandia, attraverso la Croce Rossa del paese. Il 5 agosto 2021, in seguito all'incorporazione del gruppo nel social network Weverse, le Blackpink hanno lanciato una serie di prodotti realizzati con prodotti ecologici come parte del loro impegno per l'ambiente, attraverso il negozio online Weverse Shop, essendo 44 articoli diversi, compresi mobili, abbigliamento, adesivi e borse, realizzati in poliuretano, tessuti ecologici e abbigliamento artigianale.
Il 23 ottobre 2021 hanno partecipato all'evento Dear Earth, uno speciale organizzato da YouTube Original per sensibilizzare l'opinione pubblica sulla protezione dell'ambiente, insieme a Papa Francesco, l'ex presidente degli Stati Uniti Barack Obama, il CEO di Google Sundar Pichai e la pop star statunitense Billie Eilish.
Il 2 novembre 2021, in qualità di ambasciatrici della Conferenza delle Nazioni Unite sui cambiamenti climatici e sostenitrici degli obiettivi di sviluppo sostenibile (SDG), i membri delle Blackpink hanno fatto un'apparizione video durante lo sviluppo dell'assemblea, davanti ai leader mondiali appartenenti all'ONU, presente all'evento. "Siamo fermamente convinti che dobbiamo agire ora con urgenza per prevenire qualcosa di molto, molto peggio", ha detto Jennie. "Speriamo che prendano le decisioni necessarie per proteggere il nostro pianeta ora e per sempre", ha osservato Jisoo. "Possiamo ancora salvare il nostro pianeta, possiamo ancora salvare il nostro futuro. Noi, Blackpink e i blinks, i nostri fan, la nostra generazione, il nostro mondo, starà a guardare." e ad aspettare", hanno aggiunto.
Il 10 marzo 2022, la Hope Bridge National Disaster Relief Association ha annunciato che la YG Entertainment, a nome dei gruppi sotto la sua etichetta come Blackpink, Winner, iKon, tra gli altri, ha fatto una donazione di 500 milioni di won per sostenere le vittime degli incendi boschivi a Uljin, Gyeongbokgung e Samcheok.

## Formazione
- Kim Jisoo – voce (2016-presente)
- Kim Jennie – voce, rapper (2016-presente)
- Park Roseanne – voce, dancer (2016-presente)
- Manobal Lalisa – dancer, rapper, voce (2016-presente)

## Discografia
- 2020 – The Album
- 2022 – Born Pink

## Filmografia

### Cinema
- Blackpink: The Movie (블랙핑크: 더 무비?, Beullaekpingkeu: Deo mubiLR), regia di Oh Yoon-dong e Jung Su-yee (2021)[256]
- Blackpink World Tour [Born Pink] In Cinemas, regia di Oh Yoon-dong e Geun Min (2024)[257]

### Programmi TV
- Blpin House (블핑하우스?, Beulping HauseuLR) – varietà, 12 episodi (2018)[258]
- YG Future Strategy Office (YG전자?, YG jeonjaLR) – webserie, episodio 1 (2018)[259]

### Documentari
- Blackpink: Light Up the Sky, regia di Caroline Suh (2020)[260]

## Tournée

### Artista principale
- 2018/20 – In Your Area World Tour
- 2022/23 – Born Pink World Tour
- 2025/26 – Deadline World Tour

### Tour promozionali
- 2018 – Blackpink Arena Tour

## Riconoscimenti

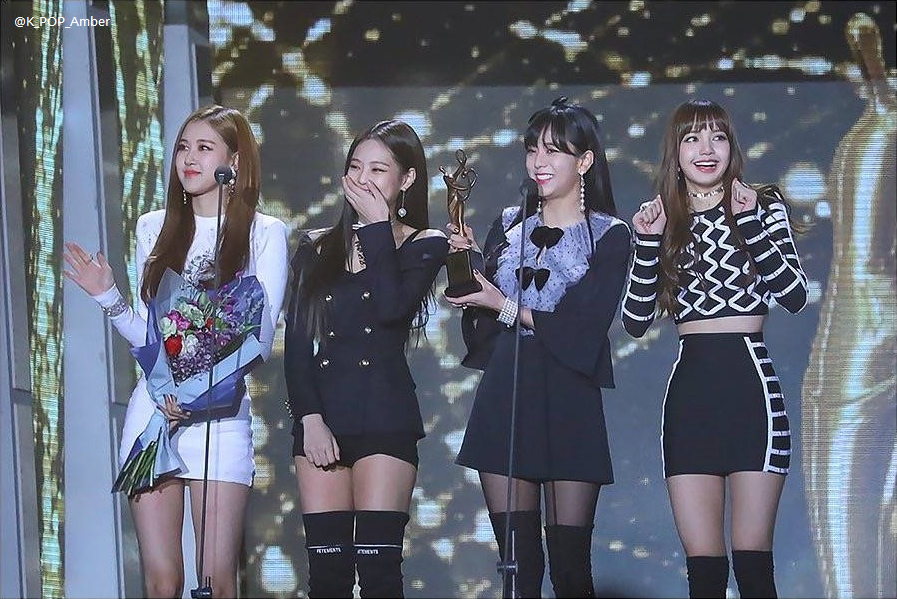
Le Blackpink vincono il Premio Bonsang ai Seul Music Award, 25 gennaio 2018

Le Blackpink detengono diversi Guinness dei primati e hanno ricevuto numerosi riconoscimenti, tra cui 11 MAMA Award, 5 Melon Music Award, 13 Circle Chart Music Award, 7 Golden Disc Award, 3 Seoul Music Award, 3 E! People's Choice Awards, 2 MTV Video Music Awards, un MTV Europe Music Awards e un Teen Choice Awards.